# Lou (cantante)
Lou es el nombre artístico de Louise Hoffner (nacida el 27 de octubre de 1963) cantante de pop alemana. Fue la sexta hija de sus padres y fue inmediatamente rodeada por sus hermanos y hermanas mayores. La suertuda cantante pelirroja ha estado de gira con su banda por más de 15 años, en Alemania y en el extranjero.

## Eurovisión
Lou probó sus talentos en las finales nacionales para el Festival de la Canción de Eurovisión del 2000, terminando en tercer lugar. Poco antes de la Navidad del 2002, el compositor Ralph Siegel le preguntó si estaría interesada en participar en las finales nacionales otra vez con la canción que había escrito con el escritor Bernd Meinunger. Después de escuchar "Let's Get Happy", Lou era entusiasta: "Este es mi tipo de canción, y además ¡es el lema de mi vida!"
El 7 de marzo de 2003 ganó las finales nacionales y calificó para representar a Alemania a nivel internacional en Riga. Terminó en 12º lugar en el Festival de la Canción de Eurovisión 2003. En marzo del 2006, hizo una presentación especial en la preselección de ese año cantando "Let's Get Happy" en un popurrí de canciones alemanas del Eurovisión pasadas.